# Французько-таїландська війна
Французько-таїландська війна (1940–1941) велася між арміями Таїланду і французького режиму Віші за володіння певними областями Французького Індокитаю, які в минулому належали Таїланду.
Переговори між Таїландом і Францією незадовго до початку Другої Світової війни показали, що французький уряд готовий до компромісу в питанні незначних змін кордону між Таїландом і Французьким Індокитаєм. Однак після розгрому і капітуляції Франції в 1940 році прем'єр-міністр і військовий диктатор Таїланду генерал-майор Плек Пібунсонграм (відомий в народі як Пхібун) вирішив, що поразка Франції у Європі надає його країні чудовий шанс повернути собі усі території, втрачені в правління короля Чулалонгкома, без будь-яких поступок чи концесій.
Колапс метрополії, очевидно, значно ослабив французькі позиції в Індокитаї; колоніальна адміністрація втратила можливість отримувати зовні постачання і допомогу і повинна була розраховувати виключно на наявні ресурси. Після японського вторгнення до Індокитаю у вересні 1940 року французи були змушені погодитися на влаштування у країні японських військових баз. Пасивна і нерішуча поведінка французької колоніальної влади у конфлікті з Японією переконала Пхібуна в тому, що адміністрація Індокитаю не чинитиме значного опору наразі конфронтації з Таїландом.

## Військові сили сторін
Французькі військові сили в Індокитаї налічували близько 50000 військовослужбовців (з яких лише 12000 французів), організованих в 41 піхотний батальйон, два артилерійські полки та інженерний батальйон. Найочевиднішою слабкістю французів була відсутність бронетехніки: наразі війни вони могли розраховувати лише на 20 застарілих танків Рено FT-17 проти 134 танків королівських збройних сил Таїланду.
Французькі повітряні сили налічували біля сотні бойових літаків, з яких в бойовій готовності знаходилося близько 60: 30 Potez 25, 4 Фармана-221, 6 Potez-542, 9 M.S.406 і вісім гідропланів Loire 130.
Королівська армія Таїланду на той час була досить сучасною і добре озброєною силою. Налічуючи близько 60000 військовослужбовців, вона розділялася на чотири угруповання, найбільшою з яких була армія Бурапха, що складалася з чотирьох дивізій. Незалежні частини під безпосереднім управлінням вищого армійського командування включали два батальйони моторизованої кавалерії, один артилерійський батальйон, один батальйон зв'язку, інженерний батальйон і бронетанковий полк. Таїландська артилерія була сумішшю застарілих крупповських гармат і новітніх гаубиць і польових гармат виробництва Bofors; 60 танкеток Carden Loyd і 30 шеститонних середніх танків «Віккерс» англійського виробництва становили кістяк бронетанкових військ країни.
Таїландський королівський флот, який складався з двох броненосців берегової оборони, дванадцяти торпедних катерів і чотирьох субмарин, поступався французьким військово-морським силам в регіоні, але королівські військово-повітряні сили мали і кількісну, і якісну перевагу над французькими ВПС в Індокитаї. Серед 140 літаків, які становили основну ударну силу таїландських ВПС, були 24 легких бомбардувальника «Міцубісі Ki-30», дев'ять середніх бомбардувальників «Міцубісі Ki-21», 29 винищувачів переслідування «Hawk 75N», шість середніх бомбардувальників «Martin B-10» і 70 легких бомбардувальників O2U «Корсар».

## Бойові дії

Схема морського бою при острові Чан 17 січня 1941

Після багатолюдних антифранцузьких маніфестацій, що відбулися у Бангкоку, збройні сутички почалися на кордоні удовж Меконгу. Королівські ВПС Таїланду здійснили денні бомбардування В'єнтьяна, Сісопхона і Баттамбанга, не зустрівши опору. Французькі ВПС відповіли нальотами на тайські позиції, які були значно менш успішними в термінах завданої шкоди. Дії тайських ВПС, особливо пікірувальних бомбардувальників, були настільки ефективні, що адмірал Жан Деко, губернатор Французького Індокитаю, неохоче визнавав, що таїландські пілоти літають як досвідчені бойові ветерани.
На початку січня 1941 року таїландські армії Бурапха та Ісан перейшли до наступу в Лаосі і Камбоджі. Французи відразу почали чинити опір, але передові заслони були буквально зметені під натиском кількісно і якісно переважаючих тайців. Таїландські війська швидко окупували Лаос, однак у Камбоджі французький опір виявився вдалішим.
Вранці 16 січня 1941 французи почали масовану контратаку на утримувані тайцями села Ян-Дан-Кум і Пхум-Преав, яка перейшла в найзапеклішу битву цієї війни. Через занадто складні задачі, поставлені перед наступаючими, і майже відсутні дані розвідки французький наступ захлинувся і вщух, і вони були змушені відійти. Таїландські війська виявилися неспроможними переслідувати відступаючих французів, позаяк їхні бронетанкові сили були сковані вдалими діями артилеристів Іноземного легіону.
Для полегшення положення французьких військ на суші адмірал Деко наказав усім наявним морським силам почати бойові дії в Сіамській затоці. Рано вранці 17 січня французький флот захопив зненацька таїландську флотилію, яка стояла на якорі поблизу острова Чан. В битві при острові Чан французи здобули перемогу; їм вдалося потопити два тайські міноносця і корабель(панцерник) берегової оборони.
24 січня відбулося найбільше зіткнення повітряних сил сторін, коли таїландські бомбардувальники здійснили наліт на французький аеродром в Ангкорі поблизу Сіемреату. Останній бойовий виліт таїландські ВПС здійснили в 7:10 28 січня на французьку авіабазу Сісопхон. Починаючи з 10:00 28 січня почало діяти перемир'я, досягнуте при японському посередництві. 9 травня в Токіо був підписаний мирний договір, згідно з яким Франція під японським тиском погоджувалася на передачу спірних території Таїланду.

## Наслідки

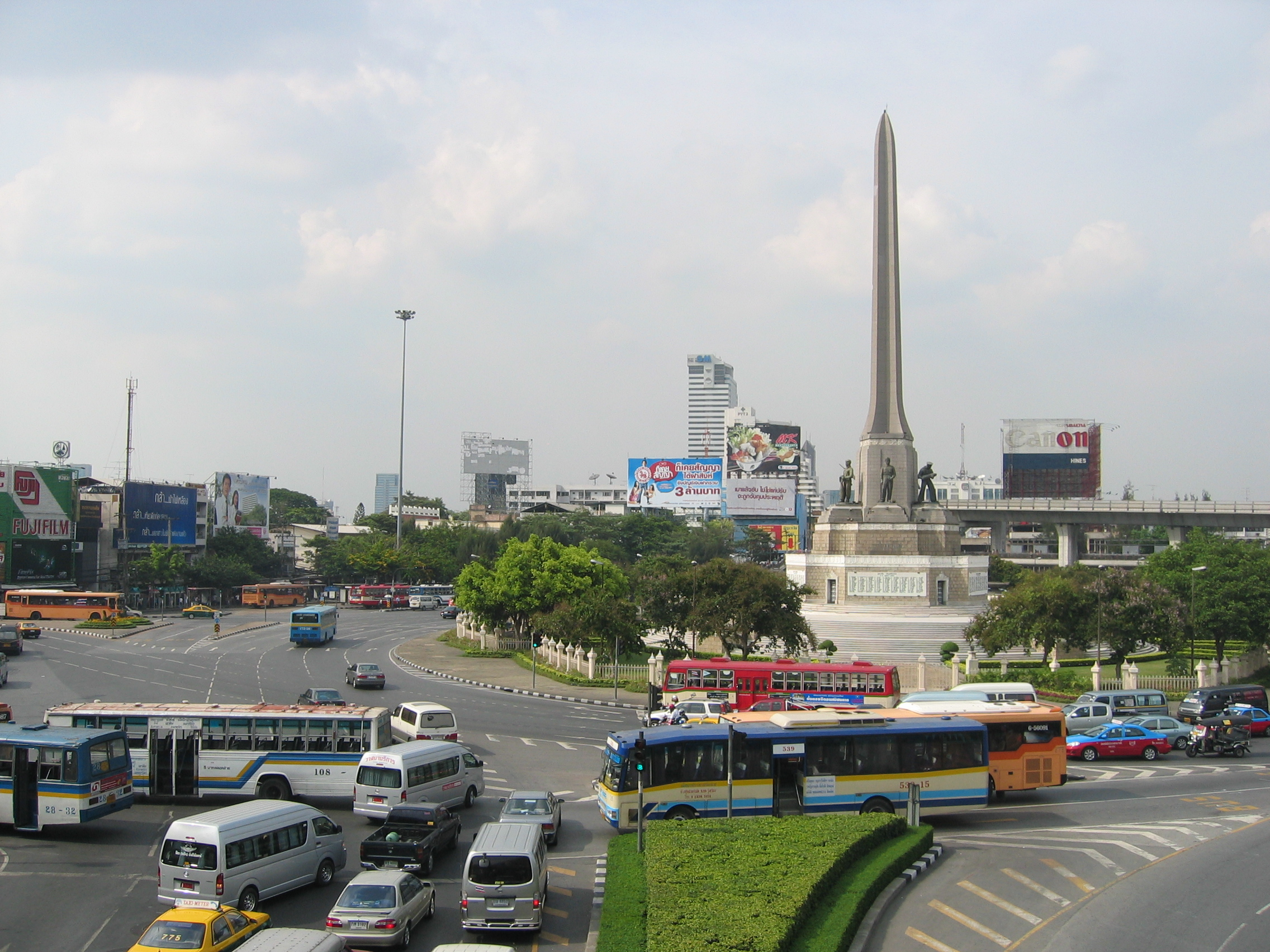
Монумент Перемоги, розташований в Бангкокському районі Ратчатхеві на перехресті головних магістралей міста, був збудований в 1941 році для вшанування перемоги у французько-таїландській війні.

Розв'язання конфлікту на користь Таїланду було гучно віталось народними масами і сприймалося як персональний тріумф прем'єр-міністра Пхібуна. Вперше за свою історію Таїланд виявився спроможним змусити піти на поступки європейську державу, хоча й значно ослаблену. В червні 1941 в столиці країни Бангкоку для вшанування цього досягнення був збудований величезний Монумент Перемоги. Пхібун, на початку війни — генерал-майор, присвоїв собі чин фельдмаршала, обминувши чини генерал-лейтенанта і генерала.
Для французів в Індокитаї ця поразка стала ще одним нагадуванням про ізольоване і непевне становище колонії після розгрому метрополії. З точки зору французів амбіційний сусід скористався скрутним становищем Франції в Європі для того, щоб відірвати шматок від її віддаленої колонії, знаючи, що в метрополії зараз бракує сил для рішучої відповіді на агресію. Без допомоги і підкріплень із Франції колоніальна адміністрація не мала можливостей для організацій ефективної оборони колонії і ведення тривалої війни.
Втім, найбільшу користь від конфлікту між Таїландом і французьким режимом Віші отримала Японія, яка завдяки йому змогла зміцнити свій вплив як у Таїланді, так і в Індокитаї.
Під час переговорів японці добилися від Пхібуна таємної обіцянки підтримати японську атаку на британські Малайю і Бірму. Втім, таїландський диктатор був досвідченим дипломатом і був готовий змінити свої симпатії і забути обіцянки наразі різкої зміни обставин. Відомо, що його уряд також вів секретні переговори з Великою Британією і США стосовно військової допомоги наразі японського вторгнення до країни.
8 грудня 1941 року японська армія вторглася до Таїланду одночасно з вторгненням до британської Малайї. Після дводенних боїв Таїланд склав зброю і надав імператорській армії право проходу через свою територію, а на початку 1942 року вступив у Другу Світову війну на боці Японії, оголосивши війну Великій Британії і Сполученим Штатам.
Після війни, в жовтні 1946, західна Камбоджа і два лаоські анклави, отримані після французько-таїландської війни, були повернені Французькому Індокитаю лише після загроз тимчасового уряду Франції заблокувати вступ Таїланду до Організації Об'єднаних Націй.

## Військові втрати
Під час конфлікту загинув 321 французький військовослужбовець, в тому числі 15 офіцерів. Станом на 28 січня 178 осіб вважалося зниклими безвісти, в тому числі 6 офіцерів, 14 унтер-офіцерів і 158 рядових. Тайці захопили в полон 222 військовослужбовців (17 північно-африканців, 80 французів і 125 уродженців Індокитаю).
Втрати таїландської армії склали 54 вбитими і 307 пораненими. Також загинув 41 моряк таїландського королівського флоту і 67 було поранено. В битві при острові Чан загинуло 36 моряків: 20 — на кораблі «Тхонбурі», 14 — на «Согкхла» і два — на «Чхонбурі», які були потоплені французами. Таїландські ВПС втратили 13 осіб. Французи захопили в полон лише 21 таїландського військовослужбовця.
Наприкінці війни близько 30 % французьких літаків було виведено з ладу; деякі — через несерйозні пошкодження, отримані під час бойового вильоту, які, однак, виявилося неможливо відремонтувати внаслідок браку запасних частин. Французькі ВПС визнали втрату лише одного Фармана-F221 і двох Morane M.S.406, знищених на землі, однак реальні втрати були, ймовірно, значніші.
За повідомленням таїландських ВПС п'ять французьких літаків було збито і 17 знищено на землі; королівські ВПС втратили три літака у повітряних боях і ще від п'яти до десяти було знищено на аеродромах під час французьких бомбардувань.

## Послання
- «France 1940…something»
- «The French-Thai War»